# A Shot at Glory (album)
Albums de Mark Knopfler
Metroland
(1999) Altamira
(2016)
L'album A Shot at Glory est la huitième bande originale de film sorti en 2002 composée par le guitariste Mark Knopfler. C'est la musique du film Un but pour la gloire de Michael Corrente sorti en 2000.

## Liste des pistes
Tous les titres sont composés par Mark Knopfler sauf indication.
| Altamira | Altamira                       | Altamira        | Altamira | Altamira | Altamira | Altamira | Altamira | Altamira | Altamira |
| No       | Titre                          | Auteur          | Durée    |          |          |          |          |          |          |
| -------- | ------------------------------ | --------------- | -------- | -------- | -------- | -------- | -------- | -------- | -------- |
| 1.       | Sons of Scotland               |                 | 2:18     |          |          |          |          |          |          |
| 2.       | Hard Cases                     |                 | 3:27     |          |          |          |          |          |          |
| 3.       | He's the Man                   |                 | 4:42     |          |          |          |          |          |          |
| 4.       | Training                       |                 | 3:39     |          |          |          |          |          |          |
| 5.       | The New Laird                  |                 | 2:21     |          |          |          |          |          |          |
| 6.       | Say Too Much                   |                 | 2:39     |          |          |          |          |          |          |
| 7.       | Four in a Row                  |                 | 4:42     |          |          |          |          |          |          |
| 8.       | All That I Have in the World   |                 | 3:22     |          |          |          |          |          |          |
| 9.       | Sons of Scotland – Quiet Theme |                 | 3:00     |          |          |          |          |          |          |
| 10.      | It's Over                      |                 | 4:10     |          |          |          |          |          |          |
| 11.      | Wild Mountain Thyme            | Francis McPeake | 3:36     |          |          |          |          |          |          |
| 37:46    |                                |                 |          |          |          |          |          |          |          |

## Musiciens
- Mark Knopfler : guitare
- Guy Fletcher : claviers
- Billy Jackson : harpe, bodhran, whistle
- Iain Lothian : piano, accordéon
- Steve Sidwell : Bugle
- Danny Cummings : percussion
- Iain MacInnes : cornemuse
- Chris White : saxophones
- Catriona MacDonald : violon